# David Horowitz
David Joel Horowitz (n. 10 ianuarie 1939, New York City, New York, SUA – d. 29 aprilie 2025, Colorado, SUA) a fost un scriitor conservator american. El a fost fondator și președinte al centrului David Horowitz Freedom Center⁠(d) (DHFC), editor al FrontPage Magazine⁠(d) și director al Discover the Networks⁠(d), un site care urmărește adepții și organizațiile stângii politice. 
Fost redactor al revistei Salon, Horowitz a scris numeroase cărți împreună cu autorul Peter Collier⁠(d), printre care patru despre puternicele familii din politica americană a secolului al XX-lea. Cei doi au abordat în lucrările lor și critica culturii⁠(d).
Din 1956 până în 1975, Horowitz a fost un militant al Noii Stângi⁠(d). A ajuns să respingă valorile progresiste și a devenit un susținător al neoconservatorismului. Horowitz și-a prezentat metamorfoza ideologia în memoriile sale din 1996 Radical Son: A Generational Odyssey.

## Biografie
Născut în cartierul Forest Hills⁠(d) din Queens, New York City, Horowitz a fost fiul profesorilor de liceu evrei Phil și Blanche Horowitz. Tatăl său a predat engleză⁠(d), iar mama sa a predat stenografie. Familia mamei sale a emigrat din Rusia imperială la mijlocul secolului al XIX-lea, iar familia tatălui său a părăsit Rusia în 1905 într-o perioadă măcinată de pogromuri antievreiesti⁠(d). Bunicul său patern a locuit în Mazyr⁠(d), un oraș din Belarusul modern, înainte de a pleca în SUA. În 1940, familia s-a mutat în cartierul Long Island City⁠(d) din Queens.
În perioada sindicalizării și a Marii crize economice, Phil și Blanche Horowitz au fost membri seniori ai Partidului Comunist American și susținători ai lui Iosif Stalin. Aceștia au părăsit partidul după ce Hrușciov și-a publicat raportul în 1956 despre crimele comise de Stalin împotriva populației sovietice.
Horowitz a absolvit studiile de licență în limba engleză în cadrul Universității Columbia în 1959 și un master în literatură engleză în cadrul Universității din California, Berkeley.

## Convingeri politice
Horowitz s-a opus imigrației ilegale⁠(d), restricționării regimului armelor⁠(d) și islamului. Acesta i-a criticat pe palestinieni pe motiv că scopul acestora este eliminarea evreilor din Orientul Mijlociu. Politic vorbind, Horowitz i-a susținut pe Ronald Reagan și pe Donald Trump.

## Viața personală
Horowitz a fost căsătorit de patru ori. S-a căsătorit cu Elissa Krauthamer într-o sinagogă din Yonkers, New York pe 14 iunie 1959. Cei doi au avut patru copii împreună: Jonathan Daniel, Ben⁠(d), Sarah Rose  și Anne. Sarah a murit în martie 2008 la vârsta de 44 de ani din cauza unor complicații cardiace cauzate de sindromul Turner. Aceasta activase ca profesoară, scriitoare și activistă pentru drepturile omului. Viața sa este discutată de Horowitz în lucrarea A Cracking of the Heart.
Fiul lui Horowitz - Ben - este antreprenor, investitor și co-fondator împreună cu Marc Andreessen al firmei de capital de risc Andreessen Horowitz⁠(d).
A doua căsătorie a fost cu Sam Morrman (divorț), a treia cu Shay Marlowe în 1990 (divorț) și a patra cu April Mullvain.
În 2015, Horowitz s-a descris ca fiind agnostic.

### Cărți
- The Free World Colossus: A Critique of American Foreign Policy in the Cold War. Hill & Wang (1965)
- From Yalta to Vietnam: American Foreign Policy in the Cold War. Penguin (1967)
- Containment and Revolution. Beacon Press (1968)
- Marx and Modern Economics. Modern Reader Paperbacks (1968)
- Corporations and the Cold War. Monthly Review Press (1969)
- Empire and Revolution: A Radical Interpretation of Contemporary History. Random House (1969)
- Universities and the Ruling Class: How Wealth Puts Knowledge in its Pocket. Bay Area Radical Education Project (1969
  - Publicată original în Ramparts sub numele "Billion a Dollar Brains" (mai 1969) and "Sinews of Empire" (August 1969)
- Isaac Deutscher: The Man and His Work. Macdonald and Company (1971)
- Radical Sociology: An Introduction. Canfield Press (1971)
- The Fate of Midas, and other Essays. Ramparts Press (1973)
- The Rockefellers: An American Dynasty, with Peter Collier. Summit Books (1976)
- The First Frontier: The Indian Wars and America's Origins, 1607–1776. Simon & Schuster (1978)
- The Kennedys: An American Drama, with Peter Collier. Encounter Books (1984)
- The Fords: An American Epic, with Peter Collier. Encounter Books (1987)
- Destructive Generation: Second Thoughts About the 60's, with Peter Collier. Summit Books (1989)
- The Roosevelts: An American Saga with Peter Collier. Simon & Schuster (1994)
- Radical Son: A Generational Odyssey. Simon & Schuster (1996)
- The Politics of Bad Faith: The Radical Assault on America's Future. Free Press (1998)
- Hating Whitey and Other Progressive Causes. Spence Publishing Co. (1999)
- The Anti-Chomsky Reader with Peter Collier. Encounter Books (2004)
- Unholy Alliance: Radical Islam American and the American Left. Regnery Publishing (2004)
- The Professors: The 101 Most Dangerous Academics in America. Regnery Publishing (2006)
- The Shadow Party: How George Soros, Hillary Clinton, And Sixties Radicals Seized Control of the Democratic Party. Humanix Books (2017)
- Big Agenda: President Trump's Plan to Save America. Humanix Books (2017)
- Dark Agenda: The War to Destroy Christian America. Humanix Books (2019)
- BLITZ: Trump Will Smash the Left and Win. Humanix Books (2020)
- The Enemy Within: How a Totalitarian Movement is Destroying America. Regnery Publishing (2021)